# Pistolet maszynowy PP-2000
PP-2000 (ros. ПП-2000) – rosyjski pistolet maszynowy o kal. 9 mm skonstruowany na przełomie lat 2000 przez biuro konstruktorskie KBP pod przewodnictwem Wasilia Griaziewa i Arkadija Szypunowa. Pistolet PP-2000, podobnie jak broń PDW, został skonstruowany do walki w terenie zurbanizowanym dla agentów służb specjalnych.
Pracę nad utworzeniem nowego pistoletu maszynowego zostały podjęte w ramach projektu OKR „Baksanets”. Patent na konstrukcję uzyskano w 2001 r., ale opinii publicznej zaprezentowany został dopiero latem 2004 r. – na wystawie paryskiej „Eurosatory” i wystawie „Interpolitex” w Moskwie.
Seryjna produkcja modelu PP-2000 rozpoczęła się w 2006 r. na polecenie Ministerstwa Spraw Wewnętrznych Federacji Rosyjskiej.

## Zasada działania
Broń działa na zasadzie odrzutu zamka swobodnego. Strzela z zamka zamkniętego i wyposażona jest w bezpiecznik znajdujący się po lewej stronie. Pełni on jednocześnie funkcję selektora ognia – do wyboru ogień pojedynczy lub ciągły.
PP-2000 jest wyposażony w szereg ciekawych rozwiązań konstrukcyjnych:
- rączka przeładowania, umieszczona centralnie w górnej części broni, którą można przekładać na lewą, jak i na prawą stronę.
- możliwość użycia 40-nabojowego magazynka zamiast oryginalnej kolby.
- duża przestrzeń w kabłąku spustowym, dzięki czemu można wygodnie używać broni w grubych rękawicach, bez ryzyka przypadkowego naciśnięcia spustu.
- w górnej części broni znajduje się mała szyna picatinny, pozwalająca na zamontowanie np. celownika optycznego.

## Zastosowana amunicja
W pistolecie maszynowym PP-2000 można używać różnej amunicji o wymiarach 9 × 19 mm:
- standardowej amunicji 9 × 19 mm Parabellum
- amunicji wojskowej 9 × 19 mm Parabellum (NATO)
- amunicji 9 × 19 mm z pociskiem 7N31 wyposażonym w stalowy penetrator (penetracja 8 mm blachy stalowej w odległości do 10 m, 5 mm w odległości do 45 m, 3 mm w odległości do 80 m)[5]

Wielkość rozrzutu przy strzelaniu do celu (oddalonego o 100 m):
- strzelanie z kolby
  - ogień pojedynczy – 25 × 25 cm
  - ogień ciągły – 100 × 100 cm

- strzelanie bez kolby
  - ogień pojedynczy – 40 × 40 cm
  - ogień ciągły – 140 × 140 cm

## W grach komputerowych
W grze „World of Guns Gun Disassembly” wykonany został dokładny model 3D tej broni wraz ze wszystkimi jej komponentami i dokładnie wytłumaczoną zasadą działania.

## Galeria

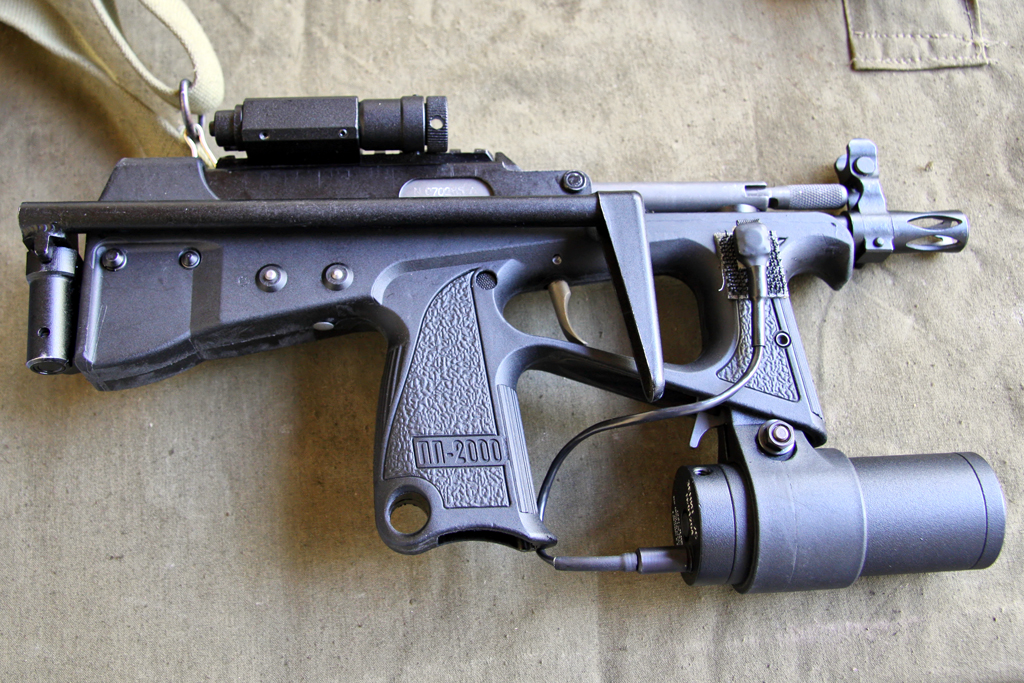
PP-2000 z celownikiem laserowym Zenit-4TK i taktyczną latarką
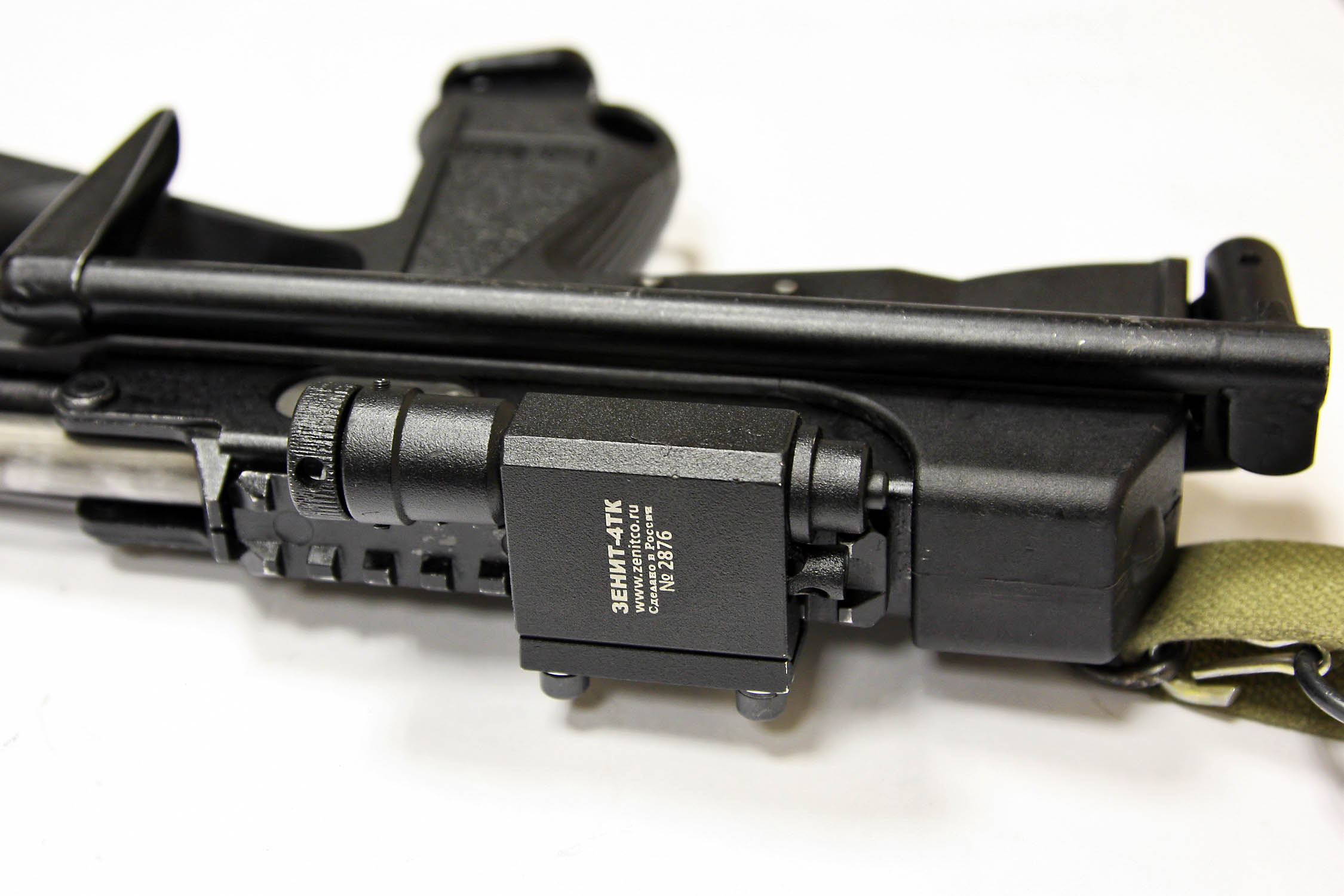
Celownik laserowy Zenit-4TK
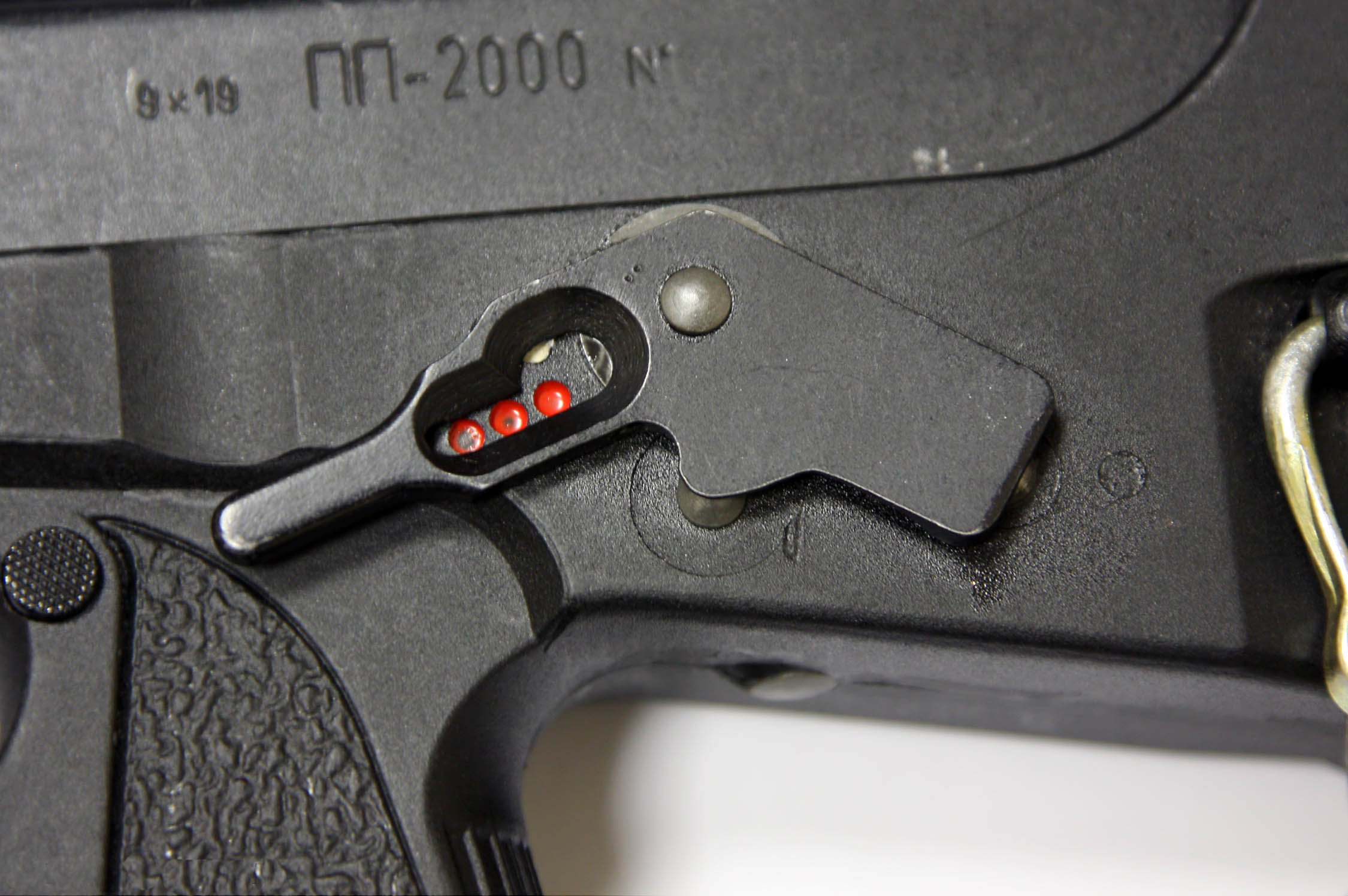
Selektor ognia nastawiony na ogień ciągły
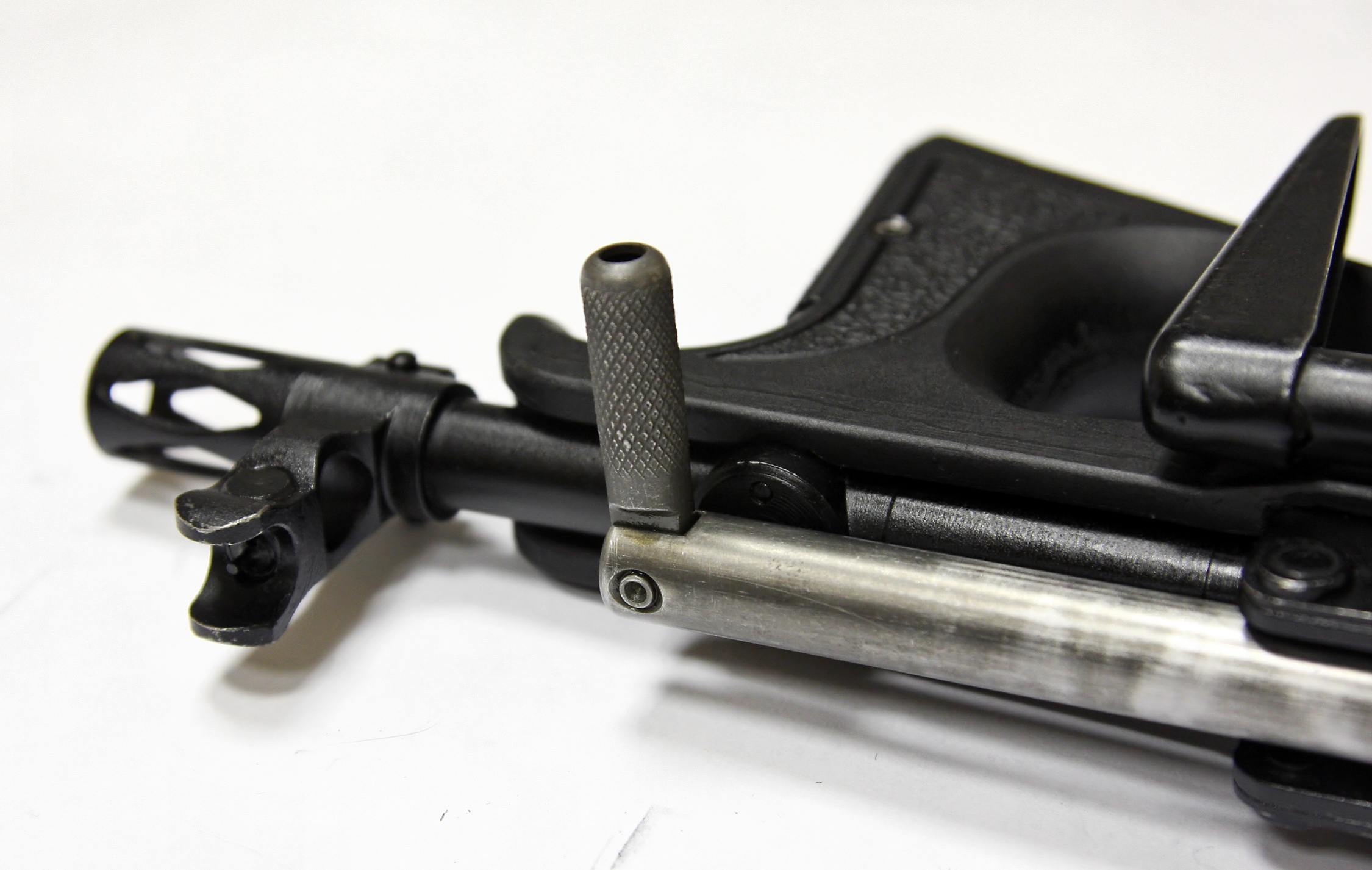
Rączka przeładowania ustawiona na prawą stronę
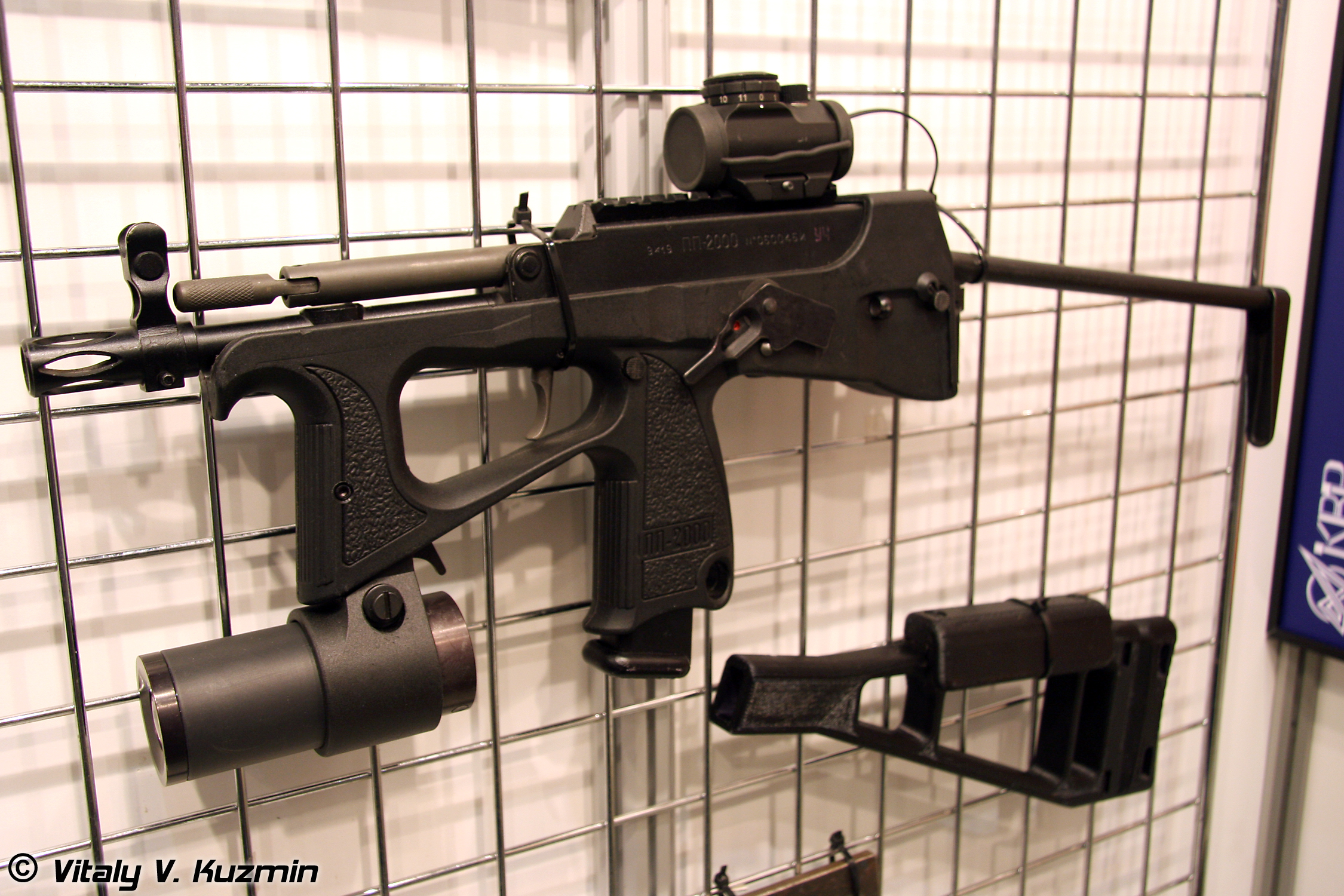
PP-2000 z różnymi kolbami
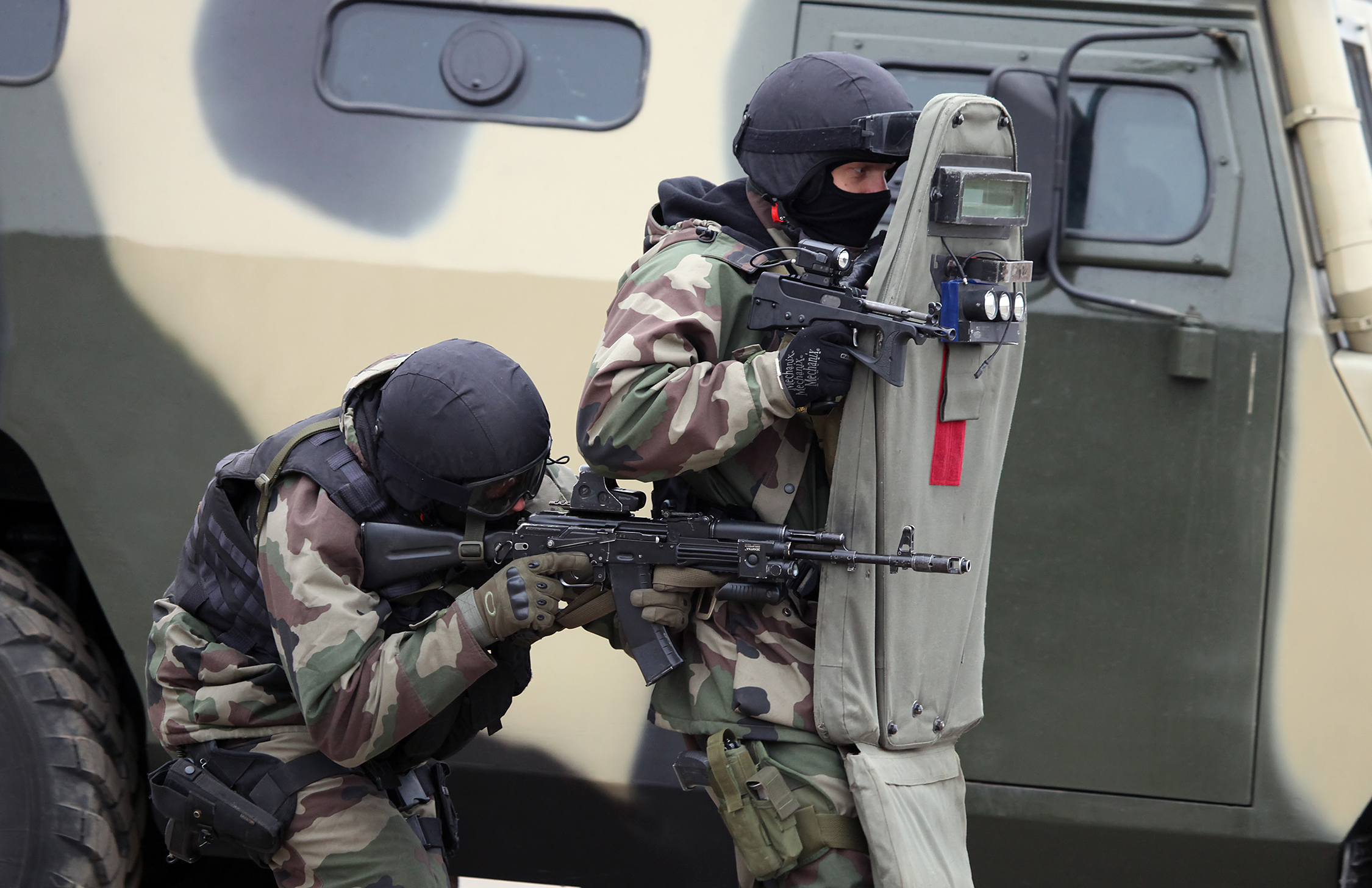
Interpolitech-2013, PP-2000 z latarką na szynie Picatinny